# Список игр JoJo’s Bizarre Adventure
Список игр, созданных по мотивам манги авторства Хирохико Араки — JoJo's Bizarre Adventure, первая из которых была выпущена 1993 году для Super Famicom, а последняя — в 2017 году для iOS и Android. Почти все игры в жанре файтинг. Персонажи из манги также встречаются в таких играх-файтингах, как Famicom Jump: Hero Retsuden, Famicom Jump II: Saikyō no Shichinin, Jump Super Stars, Jump Ultimate Stars, J-Stars Victory VS и Jump Force.

## JoJo's Bizarre Adventure (1993)
Первая компьютерная ролевая игра под названием JoJo's Bizarre Adventure (яп. ジョジョの奇妙な冒険 ДзёДзё но Кимуё но Бо:кэн), основанная на третьей части манги, была выпущена в 1993 году для игровой приставки Super Famicom. JoJo's Bizarre Adventure представляет собой приключенческую игру с «point-and-click» и ролевую игру от третьего лица. Сюжет является пересказом Stardust Crusaders, а игрок наблюдает за развитием сюжета от лица Дзётаро Кудзё. Перед сражением, игрок может вытянуть одну из карт, которая повлияет на то, какими способностями противник будет атаковать. Также во время боя можно использовать разные стратегии, такие, как атака, разговор с противником (может ослабить его уверенность, а значит и силу, исцеление союзников, и исследование обстановки. Игрок может управлять также такими персонажами, как Джозеф Джостар, Нориаки Какёин, Мохаммед Абдул, Жан-Пьер Польнарефф и Игги).

## JoJo's Bizarre Adventure (1998)

Дзётаро Кудзё против Дио Брандо

В 1998 году компанией Capcom была выпущена вторая одноимённая аркада-файтинг с аркадной системой CP System III, также по мотивам третьей части манги Stardust Crusaders. Над игрой работала та же команда разработчиков, что и над серией игр Street Fighter III. Игра стала бестселлером в Японии, а журнал Famitsu поставил игре 31 балл из 40
. За пределами Японии была известна под названием JoJo's Venture. В Японии же игра выходила под названием JoJo's Bizarre Adventure: Heritage for the Future (яп. ジョジョの奇妙な冒険 未来への遺産 ДзёДзё ни Кимуё на Боːкэн Мираи э но Исан); это была шестая и последняя игра с поддержкой аркадной системы CP System III. Обновлённая версия игры, выпущенная через год для игровых приставок PlayStation и Dreamcast, получила название JoJo's Bizarre Adventure: Heritage for the Future (яп. ジョジョの奇妙な冒険 未来への遺産 ДзёДзё но Кимуё на Бо:кэн Мирай э но Исан). В августе 2012 года была создана новая версия игры в формате с высокой чёткостью изображения для PlayStation Network и Xbox Live Arcade.
Игра представляет собой файтинг, а её персонажи выдержанны в аниме-стиле; каждый персонаж в игре обладает стендом с уникальными способностями, также каждый персонаж использует разную стратегию во время сражения. Хотя многие элементы игровой механики были взяты из предыдущих игр компании Capcom. Хирохико Араки, автор оригинальной манги выступал консультантом у разработчиков, а также придумал способности для персонажа Майдлер, которая в оригинальной манги появлялась на короткое время, не демонстрируя способностей.
С игрой связана популяризация известного интернет-мема в англоязычном и японоязычном интернете, в частности связанные с боевыми выкриками Дио Брандо; наиболее известный из них — Za Warudo!!(Дза Варудо!!, искажённое от английского словосочетания Тhe World) и WRYYYYY. Дио после выкрика Za Warudo!! ненадолго останавливает время, затем направляет на противника десятки ножей и обрушивается на него на огромном жёлтом паровом катке, выкрикивая WRYYYYY. Хотя данный момент впервые появился в манге, когда Дио сражался с Дзётаро Кудзё, а позже и в OVA-сериале, но популярным стал именно благодаря сцене из данной игры. В дальнейшем он широко использовался в следующих играх

## GioGio's Bizarre Adventure (2002)
Третья и первая трёхмерная игра компании Capcom под названием Le Bizzarre Avventure di GioGio: Vento Aureo (яп. ジョジョの奇妙な冒険 黄金の旋風 ДзёДзё но Кимуё но Бо:кэн О:гон но Кадзэ) была основана на пятой части манги Vento Aureo и выпущена для PlayStation 2 в 2002 году. Игровой трёхмерный мир выдержан в стиле сэл-шейдерной анимации, имитирующем результат рисования вручную, для того, чтобы передать картинке псевдостиль манги.
Игру планировалось выпустить на территории Европы, однако это не удалось сделать из-за названия, которое было созвучно с именами известных музыкальных групп, и принципиального нежелания Араки — автора манги — идти на компромисс и менять имена. Компания изначально планировала выпустить игру в Соединенных Штатах, но никаких дальнейших действий предпринято не было, и дата выхода так и не была объявлена.
По сюжету игры Джорно Джованна хочет стать боссом мафии, чтобы остановить продажу наркотиков детям. Его команда, которая состоит из носителей стендов, должна бороться против босса мафии Дьяволо и защищать его дочь — Триш Уну, которую Дьяволо намеревается убить. Игра представляет собой Action-adventure, где игрок от третьего лица (Джорно Джованна, Бруно Буччелатти, Леоне Аббаккио, и Триш Уна и каждый из них использует разные стратегии в бою) перемещается по городу и вступает в сражение с разными персонажами. Система боя включает в себя физические атаки, такие как удары ногами и кулаками или возможность уворачиваться от атак. Также игрок может высвобождать свой стенд, который может наносить больший урон и применять уникальные способности, у каждого стенда они разные. Однако стенды поглощают жизненную силу его носителя, также хозяин получает урон, если попасть по его стенду. Немаловажную роль в сражении играет и окружающая обстановка; некоторые стенды более эффективны в дальнем бою и открытом пространстве, другие же проявляют себя лучше в закрытом пространстве со стенами. Помимо сражений, игрок должен выполнять разные квестовые задания и общаться с персонажами.
Игра получила преимущественно положительные отзывы; её главным достоинством была признана хорошо проработанная графика и её оригинальный стиль.
Джордж Уолтер из журнала PlayStation Official Magazine – UK назвал геймплей однообразным, однако создание для каждого отдельного стенда его уникальных и неповторимых способностей делает боевую систему увлекательной и не даёт игроку чувство повторяемости. Дэвид Смит имеет однако иное мнение и считает, что разнообразные бои доставляют удовольствие какое то время, но по мере прохождения игры, игрок заметит ограниченность движений и приёмов противников. Критик рекомендует игру для любителей манги, но не более.

## JoJo's Bizarre Adventure: Phantom Blood (2006)
Четвёртая игра в жанре квест под названием JoJo's Bizarre Adventure: Phantom Blood (яп. ジョジョの奇妙な冒険 ファントムブラッド ДзёДзё но Кимуё на Бо:кэн Фантому Бураддо) была выпущена 26 октября 2006 года для PlayStation 2. Сюжет игры основан на первой части манги Phantom Blood. Автор манги лично проверял игру на качество и степень приближённости к оригиналу. Выход игры совпал с годовщиной 25-летия карьеры Хирохико Араки. Игра содержала бонусный диск, посвящённый 20-летию JoJo’s Bizarre.
Геймплей игры во многом схож с GioGio's Bizarre Adventure, игрок перемещается по открытому игровому миру, взаимодействия с разными персонажами и вступая с ними в бой. Игра поделена на разные главы, в каждой из которых игрок управляет разными персонажами. Основное время игры представляют собой кат-сцены, повторяющие сюжет основной манги, иногда слово-в-слово. Однако игрок может изменить ход событий, в частности выигрывать в тех сражения, которые в оригинальной манги герои или злодеи проигрывали.

## JoJo's Bizarre Adventure: All Star Battle (2013)
5 июля 2012 года на пресс-конференции, посвящённой празднованию 25-летия JoJo’s Bizarre, Араки объявил о выходе игры JoJo's Bizarre Adventure: All Star Battle (яп. ジョジョの奇妙な冒険 オールスターバトル ДзёДзё но Кимуё на Бо:кэн О:ру Сута: Батору), созданной компанией CyberConnect2 для PlayStation 3, которая была выпущена на территории Японии 29 августа 2013 года, а весной 2014 года игра — в Европе и США. Игра получила приз Japan Game Awards; было сделано 500 000 предзаказов. Продюсер компании Namco Bandai Нориаки Ниино поблагодарил фанатов Jojo, благодаря которым игра стала настолько популярной. А по состоянию на 31 марта 2014 года, было распродано 700,000 игры в Японии.
Игра представляет собой 3D-файтинг, где игрок может выбрать управляемого персонажа и противника из восьми частей оригинальной манги; всего доступно 32 персонажа, 18 из которых необходимо будет разблокировать. Вместе с платным DLC, и игру было добавлено ещё 9 персонажей, один из которых — Икуро Хасидзава не присутствует в оригинальной манге, а родом из другого и раннего произведения Араки — Baoh. Сцены сражений также происходят во множестве разных локаций, взятых из всех частей манги. Суть игры заключается в победе над противником, выиграть можно, если противник истощит все свои силы, или же по истечении таймера у противника останется меньше сил. Каждый персонаж обладает уникальной техникой боя.
Игра получила положительные отзывы и получила 40 баллов из 40 по версии журнала Famitsu. Рецензент сайта Kotaku похвалил создателей игры, за их разнообразность сражений и уважение к манге-оригиналу, раскритиковал за проблемы, связанные с микро трансакциями.

## JoJo's Bizarre Adventure: Stardust Shooters (2014)
Игра JoJo's Bizarre Adventure: Stardust Shooters (яп. ジョジョの奇妙な冒険 スターダストシューターズ  ДзёДзё но Кимуё но Бо:кэн Сутаːдасуто Сю:та:дзу) была выпущена компанией DRECOM и является изменённой версией игры All Star Battle 2013 года, но предназначенной для мобильных устройств с операционной системой Android и iOS и охватывает персонажей из первых трёх частей манги —  Phantom Blood, Battle Tendency и Stardust Crusaders. Была выпущена 11 марта 2014 года в Японии. В декабре 2015 года в игру были добавлены персонажи из Diamond Is Unbreakable.
Игра представляет поле сражения, представленное командой союзников и врагов в виде медалей. Игрок может поочерёдно, с каждым ходом давать приказания одному из союзников и атаковать противников, следующим ходом один раз атакует противник, также возможно использовать комбо-атаки. Игра заканчивается, когда у игрока или на вражеской стороне ни остаётся никого. Каждая медаль противника или союзника обозначена цветом; красная медаль имеет преимущества перед зелёной, зелёная перед голубой и голубая перед красной.
Игра была официально закрыта в 2021 году

## JoJo’s Bizarre Adventure: Eyes of Heaven (2015)
Игра JoJo's Bizarre Adventure: Eyes of Heaven (яп. ジョジョの奇妙な冒険 アイズオブヘブン ДзёДзё но Кимуё на Боːкэн Аидзу Обу Хэбун) — ролевая видеоигра, разработанная студией CyberConnect2 и выпущенная компанией Bandai Namco Entertainment для игровых приставок PlayStation 3 и PlayStation 4. Эта вторая игра франшизы после All Star Battle 2013 года, также разработанной CyberConnect2. В Японии игрa была выпущена 17 декабря 2015 года, в США — 28 ИЮНЯ 2016 года и 1 июля 2016 года. Ещё перед выходом, разработчики пообещали, что исключат любые микро транзакции в игре из-за многочисленных проблем, связанных с ними в All Star Battle. По версии журнала Famitsu, игра получила 34 балла из 40.
В игре для сражений доступно 52 персонажа из 8 частей манги; между многими персонажами доступны уникальные диалоги. В отличие от All Star Battle, все персонажи включены в базовую игру.
Eyes of Heaven не является классическим файтингом; где оба противника постоянно атакуют с исходной позиции, а бой наблюдается с одной позиции, так игра позволяет перемещаться персонажу по большой игровой локации, а также использовать особый режим, где игрок и союзник атакуют с напарниками. В зависимости от того, какого управляемого персонажа и союзника игрок выбрал, ему становятся доступными уникальные комбо-атаки. Как и в All Star Battle, способности игроков делятся на 5 категорий; хамон, вампиризм, мод, стенд и наездник. Также некоторые персонажи могут использовать несколько видов атак; например Джозеф Джостар может одновременно использовать стенд и силу хамона.

## JoJo's Bizarre Adventure: Diamond Records (2017)
Игра под названием JoJo's Bizarre Adventure: Diamond Records (яп. ジョジョの奇妙な冒険 ダイヤモンドレコーズ ДзёДзё но Кимуё на Бо:кэн Дайямондо Рэдоːдзу) была выпущена 20 февраля 2017 года в Японии для мобильных платформ с операционной системой Android и iOS. Разработчиком выступала студия CriWare.
Игрок может перемещаться по трёхмерному открытому игровому миру, вступая в сражения с разными противниками. В игре присутствуют персонажи из первых четырех частей манги; Phantom Blood, Battle Tendency, Stardust Crusaders и Diamond is Unbreakable. Игра является условно-бесплатной и за дополнительные микро транзакции предлагает дополнительные материалы.
Игра была закрыта в ноябре 2019 года.

## JoJo's Bizarre Adventure: Last Survivor (2019)
Игра является королевской битвой с персонажами из Stardust Crusaders, Diamond is Unbreakable и Vento Aureo.
Релиз игры намечен на лето 2019 года для аркадных автоматов.

## JoJo: Card Adventure (2020)
Карточная игра по вселенной JoJo’s Bizarre Adventure.